# A letto
A letto è un dipinto del pittore francese Henri de Toulouse-Lautrec, realizzato intorno al 1892 e conservato al museo d'Orsay di Parigi.

## Descrizione

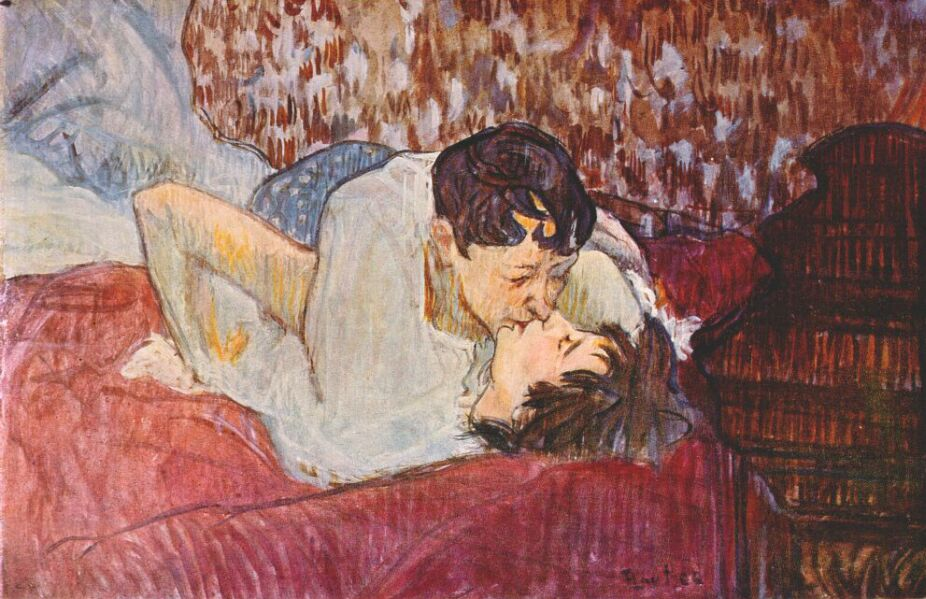
Henri de Toulouse-Lautrec, Il bacio (1892), collezione privata

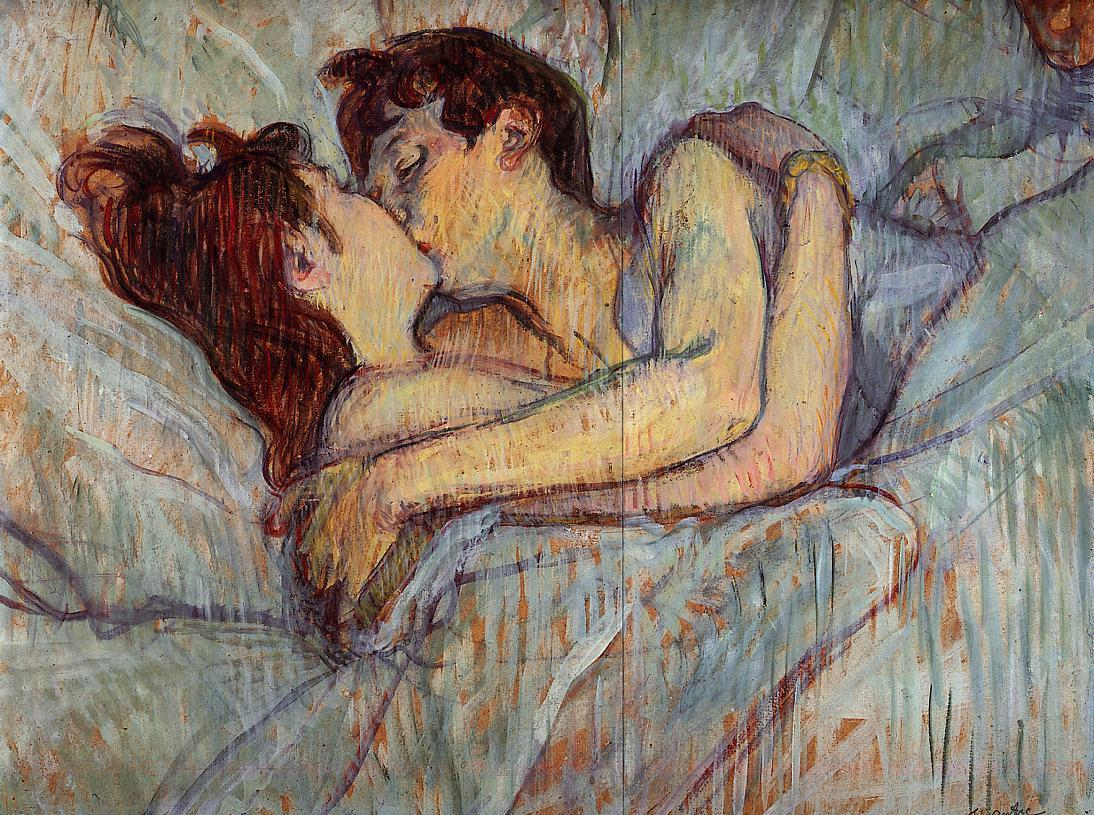
Henri de Toulouse-Lautrec, Il bacio a letto (1892–1893)

Cresciuto in campagna, Touluose-Lautrec iniziò la propria carriera come paesaggista, fino a quando verso la fine degli anni ottanta dell'Ottocento non si trasferì a Parigi. Qui, profondamente affascinato dallo sfarzo della vita notturna della grande capitale, si diede a una vita gaudente e sregolata e, divenuto un abituale frequentatore di music-halls, caffè, tabarins e circhi, iniziò a catturare con i suoi pennelli la miseria e la nobiltà di quei posti tormentosi, traendovi interessantissimi stimoli artistici. La sua arte, unica nel panorama figurativo dell'epoca e pregna di interessi umani, si soffermò soprattutto sul povero universo quotidiano delle case chiuse, dove poteva beneficiare del calore umano delle prostitute, le quali non facevano caso né alle sue origini aristocratiche né alla sua menomazione fisica. Vivendo a stretto contatto con le filles de maison Toulouse-Lautrec ebbe l'opportunità di documentare gli splendori, le miserie, i vizi di queste prostitute con una sensibilità acutissima, senza scadere né in patetismi né in condanne, e ricorrendo invece a un realismo asciutto e penetrante.
Nel suo realistico affresco della mondanità parigina il pittore raggiunse «picchi di umanità sconvenientemente bella» (Granati) soprattutto quando coglieva i momenti di intimità più autentici delle prostitute. Molte delle donne di piacere, infatti, erano lesbiche, eppur costrette a soddisfare i languori erotici di uomini degradati e degradanti che non volevano che avventure a pagamento. Molti dei quadri di Lautrec coglievano proprio il momento in cui queste ragazze, chiusosi i sipari, cessavano di mortificarsi davanti a clienti che le vedevano come una mera fonte di piacere erotico e si lasciavano travolgere da un amore omosessuale dolce, commovente, disinteressato, e soprattutto autentico. Con questa libera espressione figurativa dell'eros omosessuale Toulouse-Lautrec intendeva lanciare un grido di protesta contro la miopia dell'umano consesso che, per via di aberranti pregiudizi etici, religiosi e sociali, disprezzava, umiliava ed emarginava soggetti più fragili e deboli: di questa diffusa riprovazione soffrivano non solo le prostitute lesbiche ma lo stesso Toulouse-Lautrec, il quale - come si è già detto - era afflitto da una grave malformazione ossea. In una società dove destavano scandalo persino i nudi contemporanei - si pensi alla manetiana Colazione sull'erba - le opere a sfondo omoerotico erano dopotutto pressoché bandite: «come se l’omosessualità fosse propria solo delle donne di malaffare, e non certo nella Parigi perfetta e illusoria che disprezzò Toulouse-Lautrec» commenta, in tal senso, Marta Merigo.
Quest'audace serie «saffica» comprende un'ingente quantità di dipinti. Molti di questi raffigurano le prostitute mentre stringono e si abbandonano ad un bacio intenso: è il caso, ad esempio, de Il bacio e di Il bacio a letto. A letto, tela eseguita intorno al 1892 e oggi conservata presso il museo d'Orsay di Parigi, raffigura due ragazze - presumibilmente prostitute - che appaiono sul punto di svegliarsi, appena illuminate dalla primissima luce del mattino. L'intreccio dei loro sguardi, tenero e assonnato, rivela una passione intensa e profonda: le loro teste, poggiate pigramente sui cuscini bianchi, sembrano come sospese in uno scenario celestiale, quasi come se fossero immerse nelle nuvole. Le due ragazze, sorridenti, sono perse nell'estasi del loro anelito sentimentale. Toulouse-Lautrec, in questo modo, riesce a guardare oltre le apparenze, sospendendo l'azione del normale giudizio ma soprattutto spezzando ogni pregiudizio: ciò lo si capisce soprattutto osservando A letto, dove non viene posto l'accento né sulla professione delle due donne, né sulla loro sessualità, bensì semplicemente sul loro sguardo affettuoso. Al di là dei pionieristici contenuti, poi, notevole è anche la fattura stilistica dell'opera. L'artista, infatti, impiega un forte uso della linea, del colore e del senso della profondità, con il bianco delle lenzuola e le forme stropicciate del grande cuscino che formano un armonioso contrasto con le tonalità densamente rosse della coperta e della carta da parati, impregnate con calde strisce di colore giallo, verde e grigio. Le influenze del post-impressionismo sono chiaramente visibili e, anzi, sembrano quasi preludere ai futuri indirizzi dell'arte espressionista.